# Bud Powell
Bud Powell (New York, 27 september 1924 – aldaar, 1 augustus 1966) wordt algemeen gezien als een van de beste en meest invloedrijke pianisten in de geschiedenis van de jazz. Hij speelde een sleutelrol in de ontwikkeling van de bebop. Zijn virtuositeit als pianist leverde hem de bijnaam "de Charlie Parker van de piano" op.
Powells vader was eveneens pianist, net als zijn broer Richie. Powell leerde veel van Thelonious Monk, die zijn compositie "In Walked Bud" aan Powell opdroeg. Powells eerste opnamen werden gemaakt met de Cootie Williams Band in 1942-44, toen hij 20 jaar oud was. Zijn laatste opnamen stammen uit 1964 op Birdland na zijn terugkeer naar de VS na enkele jaren in Europa.
Tijdens zijn leven leed Powell aan verschillende psychische aandoeningen, die kunnen zijn ontstaan bij een mishandeling door de politie in 1945. Hij werd herhaaldelijk opgenomen in psychiatrische inrichtingen waar hij werd behandeld met elektroshock-therapie.
Vanaf het midden van de jaren vijftig verslechterde zijn geestelijke gezondheid en trad hij minder op.
In 1959 vertrok hij naar Parijs. Powell trad daar tot en met 1962 op met een vast trio met Pierre Michelot op contrabas en Kenny Clarke op drums. In 1961 zijn daar de opnamen gemaakt voor het album A Tribute to Cannonball, dat pas in 1979 werd uitgebracht.
In 1964 keerde hij terug naar de VS, maar na een catastrofaal optreden in Carnegie Hall in 1965, verliet hij de muziekwereld.
Over het algemeen worden zijn opnames voor Blue Note, van 1949 tot 1958, als zijn beste beschouwd, hoewel ook twee sessies voor Roost (in 1947 en 1953) en de eerste opnames voor Verve van 1949-51 klassiek zijn.

## Composities
- Un Poco Loco
- Tempus Fugue-It (aka Tempus Fugit)
- Dance of the Infidels
- Bouncing with Bud
- Cleopatra's Dream
- Hallucinations
- Celia

## Opnames op cd
- The Complete Blue Note and Roost Recordings
- The Amazing Bud Powell, Volume One (remastered version)
- Jazz Giant
- The Definitive Bud Powell
- The Genius of Bud Powell